# Confuso
La Confuso est une rivière du Paraguay.

## Géographie
Située dans le département de Presidente Hayes, elle coule du nord-ouest au sud-est et se jette dans le Río Paraguay après un cours de 380 km. 